# Gerhard Schneider (Fußballspieler)
Gerhard Schneider (* 1. August 1955) ist ein ehemaliger deutscher Fußballspieler.

## Karriere
In der Jugend spielte Schneider für den TSV Güglingen, Union Böckingen und den VfR Heilbronn. Zur Saison 1973/74 erhielt er seinen ersten Lizenzspielervertrag bei den Rasenspielern, die damals in der Regionalliga Süd, der zweithöchsten Klasse in Deutschland, spielten. Zur Saison 1974/75 qualifizierte sich der VfR Heilbronn zur neu geschaffenen 2. Bundesliga. Unter den beiden Trainern Željko Čajkovski und Rudi Faßnacht musste der Verein am Ende der Saison jedoch in die 1. Amateurliga absteigen. Nachdem der Wiederaufstieg in den Folgejahren nicht glückte, qualifizierten sich die Rasenspieler 1978 für die neue Oberliga Baden-Württemberg. Nach 299 Spielen und 38 Toren beendete er 1986 seine aktive Karriere.